# Kaha ceramensis
Kaha ceramensis är en insektsart som beskrevs av Frederick Arthur Godfrey Muir 1913. Kaha ceramensis ingår i släktet Kaha och familjen Derbidae. Inga underarter finns listade i Catalogue of Life.